# Dierks Bentley
Frederick Dierks Bentley (n. 20 noiembrie 1975 ) este un cântăreț american și compozitor. În 2003, a semnat la casa de discuri Capitol Nashville, el si-a lansat albumul de debut auto-intitulat. In 2005 a lansat al doilea album Modern Day Drifter, este certificat cu platină în Statele Unite. Al treilea album, in 2006 Long Trip Alone, este certificat cu aur. Cel de-al patrulea album, Feel That Fire, a fost lansat în februarie 2009, al cincilea album Up on the Ridge, a fost lansat pe data de 8 iunie 2010, al șaselea album, Home, a urmat în februarie 2012, al saptelea album Riser, în 2014. Cel de-al optulea și ultimul album al lui Bentley, intitulat Black, a fost lansat în mai 2016.
Albumul studioului Bentley a reprezentat 25 de single-uri pe topurile Hot Country Songs și Country Airplay, dintre care 15 au ajuns la numărul unu: single-ul său de debut "What Was Thinkin", "Come a Little Closer", "Settle for a Llowdown" , "Every Mile a Memory", "Free and Easy (Down the Road I Go)", "Feel That Fire", "Sideways", "Am I the Only One", "5-1-5- 0 ","Say You Do", "Somewhere on a Beach", "Different for Girls". Patru mai multe dintre single-urile lui au ajuns în top 5.

## Viața
Bentley s-a născut pe 20 noiembrie 1975 în Phoenix, Arizona, ca fiu al lui Leon Fife Bentley (16 august 1923 - 1 iunie 2012), vicepreședinte băncii și Catherine Childs. Tatăl său s-a născut în Glasgow, Missouri. Numele său de mijloc, Dierks (pe care el îl folosește acum ca public primar), este, de asemenea, numele surorii sale materne a străbunului. El a urmat Academia Culver și a absolvit Școala Lawrenceville în 1993. După aceea, a petrecut un an la Universitatea din Vermont (UVM) înainte de a se transfera la Universitatea Vanderbilt din Nashville, Tennessee, unde a absolvit în 1997.

## Discografie
Don't Leave Me in Love (2001)
Dierks Bentley (2003)
Modern Day Drifter (2005)
Long Trip Alone (2006)
Feel That Fire (2009)
Up on the Ridge (2010)
Home (2012)
Riser (2014)
Black (2016)